# Seponjen
Seponjen is een bestuurslaag in het regentschap Muaro Jambi van de provincie Jambi, Indonesië. Seponjen telt 1441 inwoners (volkstelling 2010).